# 北中部大学学校協会
北中部大学学校協会（North Central Association of Colleges & Schools, NCA）はアメリカ合衆国における教育機関の質を認証する地域アクレディテーション機関である。アメリカ合衆国教育省が認可する6つの地域教育認証機関の内の1つ。

## 概要
日本の場合、文部科学省の認可がなければ「大学」という名称を使うことができないと学校教育法第135条第1項で定められているが、アメリカ合衆国の場合、連邦政府や州政府の認証を受けなくても、大学にあたる「University」や「College」という単語を教育機関に使うことが可能である。そして、アメリカでは政府が民間の非営利の認定団体を認定し、その認定団体が大学を認定（アクレディテーション）するという認定校制度が採用されている。NCAもまた、その認定を行う政府公認の非営利民間団体である。
NCAは、アメリカの北部から中部にかけて19の州で学校の認定を行っており、私立・公立問わず、10000以上の学校（内、高等教育機関は1000以上）の認証を行っている。協会には、高等学習委員会（HLC）と認証学校改善委員会（CASI）の2つの独立した委員会があり、これらが実際の学校の認証業務を請け負っている。前者のHLCが大学の認証を行っており、アメリカ合衆国教育省と高等教育認定評議会（CHEA）によって高等教育機関の地域認証組織としても認められている。後者のCASIは、幼児教育、小学校、中学校
高等学校、職業訓練校、その他単位の発行を行わない教育機関など幅広い教育機関の認証を行っている。「NCA CASI」と表記されることもある（他の認証団体にもCASIという同一名称の評議会が存在するため）。

## 歴史
1895年3月29日から30日にかけて、7つの州から36の大学と学校の代表者がノースウェスタン大学で会合を開き、NCAを設立した。しかし、設立当初の目的は「大学や高等教育機関同士の緊密な関係の発足」であり、「教育機関の認証」ではなかった。
2000年に入ると協会の再編成が決まり、2000年11月に委員会は独立した法人となった。これは、以前までは委員会の協会外での法律上の身分が制定されていなかったためである。この際、高等教育機関委員会（Commission on Institutions of Higher Education）は現在の高等学習委員会に名称が変更された。また学校委員会（現在の認証学校改善委員会）が設立された。こうして両社は2001年1月1日から新しく活動を開始した。
2006年7月に、NCA CASIは南部大学学校協会（SACS）のCASIと合体し、AdvancEDという全米中の小学校と中高一貫校の認証を行う私的組織を設立し、NAC CASIとSACS CASIはAdvancEDの部門として改めて活動を開始した。

## 管轄地域
19の州と1の保留地（※五十音順）。
| - アーカンソー州 - アリゾナ州 - アイオワ州 - イリノイ州 - インディアナ州 | - ウィスコンシン州 - ウエストヴァージニア州 - オクラホマ州 - オハイオ州 - カンザス州 | - コロラド州 - サウスダコタ州 - ネブラスカ州 - ニューメキシコ州 - ナバホ・ネイション | - ノースダコタ州 - ミシガン州 - ミネソタ州 - ミズーリ州 - ワイオミング州 |

## 関連記事
アメリカには、教育省の正式な認可を受けた以下の6つの大学認証機関がある。
- 中央州協会（Middle States Association, MSA）
- 北西部学校大学協会（Northwest Association of Schools & Colleges, NASC）
- ニューイングランド学校大学協会（New England Association of Schools & Colleges, NEASC）
- 南部大学学校協会（Southern Association of Colleges & Schools, SACS）
- 西部学校大学協会（Western Association of Schools & Colleges, WASC）